# Copa de la Lliga ivoriana de futbol
La Copa de la Lliga ivoriana de futbol (Coupe de la Ligue de Côte d'Ivoire de football) és una competició futbolística de Costa d'Ivori creada l'any 2013.

## Historial
Font:
| Any     | Campió          | Resultat      | Finalista           |
| ------- | --------------- | ------------- | ------------------- |
| 2013-14 | SOA             | 0-0 (6-5 pen) | Sabé Sports         |
| 2014-15 | Stella d'Adjamé | 0-0 (4-3 pen) | Séwé Sports         |
| 2015-16 | Moossou FC      | 2-1           | Cosmos FC           |
| 2016-17 | AS Indénié      | 1-0           | Stade d'Abidjan     |
| 2017-18 | AFAD Djékanou   | 3-1           | Alliance Indenié FC |